# パッチ・アダムス トゥルー・ストーリー
『パッチ・アダムス トゥルー・ストーリー』（原題：Patch Adams）は、1998年のアメリカ映画。実在の医師パッチ・アダムスをロビン・ウィリアムズが演じた伝記映画。
ソフトは原題通り『パッチ・アダムス』という邦題になっている。

## あらすじ
1969年、中年男性のハンター・アダムスが一時心のバランスを失い、バージニア州フェアファックスの精神病院に入院する。実業家の患者から信頼されたアダムスは、彼から「目に見えるものだけが全てじゃない。君は物事の見方を変える素質がある」と告げられ、“パッチ”のあだ名をもらう。その夜、同部屋の患者が幻視で見えるリスに怖がると、パッチはコミカルに銃でリスをやっつけるフリをして彼の幻視の克服の手助けする。心に病気を抱える人たちをもっと助けたいと思ったパッチは、主治医に退院することにしたと告げて病院を後にする。
2年後、一念発起したパッチは医科大学に進学するが、実習が始まるのは3年生からと知って不満を抱く。しかし早く患者と接したいパッチは、白衣を着て3年生のフリをして医大付属の病院にしれっと潜り込む。偶然小児がんなどを患う子供たちの大部屋に立ち寄ったパッチは、その場にあった医療器具の赤い球体を鼻に被せる。パッチがピエロのように言葉や全身を使っておどけて見せると、子どもたちは病気のことを忘れて笑顔を見せる。
3年生のフリをしたことがバレたパッチは、医大学部長・ウォルコットからきつく叱られる。しかしパッチはその後もこっそり病院の子供たちをユーモアで楽しませ、看護師や保護者たちからの支持を集める。パッチは医大で女子学生のカリン・フィッシャーと出会うが、話を脱線させて勤勉な彼女の機嫌を損ねてしまう。だが次のテストでパッチがトップクラスの成績を収めると、カリンは反省して心を開き始める。パッチはカリンの前で赤い球体を鼻につけ、病院の子どもたちを笑わせて生きる力を与えていることを話す。
さらに大人の患者たちもユーモアで励ますパッチだったが、再びウォルコットにバレて病院への立入禁止を命じられてしまう。さらにパッチは、ウォルコットから次の月曜日に行われる産婦人科の権威たちを集めた研究セミナーの大事な出迎え役を押し付けられる。当日パッチは下ネタで権威たちを出迎えたせいで、ウォルコットから退学処分を下される。これに対してパッチは大学の最高責任者と対話し、患者に笑顔と生きる力を与える活動が認められたことで退学は免れ、病院での活動も許可される。
パッチは病院に通う内に、医師が患者の気持ちに寄り添っていなかったり、ちょっとした診察や薬にすら高い費用がかかることを知る。3年生になったパッチはようやく病院での実習ができるようになり、ある日カリンを車に乗せて見晴らしの良い山に訪れる。パッチはカリンに元患者仲間の実業家を紹介し、彼から土地と古い家を借りて診療所を始めることを伝える。いつしかお互いに異性として意識するようになっていたパッチとカリンは口づけを交わし、交際を始める。
診療所にカリンとの自宅を併設したパッチは、学生を続けながら空いた時間を使って患者に寄り添った診察の日々を過ごす。しかし後日資金不足により包帯などの医療品が底をついたため、パッチはそれらを盗むため医大付属の病院に向かう。翌日大学から呼び出されたパッチは医療品のことがバレたと思うが、告げられたのはカリンの死だった。実は前夜、カリンが診療所に一人でいたところ男性患者から「誰か話相手になってほしい」と呼び出され、相手に銃殺されたのだった。
カリンの葬儀後、大きな悲しみと自分を責めたパッチは、自殺しようと診療所近くの崖に訪れる。しかしその時、パッチの指に留まった蝶々を見てカリンから“あなたのせいじゃない”と言われたように感じ、生きる気力を取り戻す。だがパッチが医大に戻ると、ウォルコットから「医者として不適格」と判断され、改めて大学退学の処分が下される。今度ばかりは最高責任者もかばってはくれず、処分に納得できないパッチは退学取り消しを求めて医学委員会に訴える。
裁判当日、傍聴席で医学生仲間や付属病院の看護師が見守る中、パッチは医師免許がない状態で診療所で患者を治療したことを認める。しかしその上でパッチは、「診療所の患者たちは治療を受けると同時に、他の患者が治る手助け（食事を作ったり、風呂に入れてあげたり、話を聞いてあげたり等）もしていた。つまり彼らは全員患者であり、医師でもある」と主張する。
さらにパッチは委員会に、医師と患者の関係、“死”の捉え方、患者の人生の質の向上、自身の医師になる夢を熱く語る。その直後、数年前にパッチから笑顔と生きる力をもらった元小児患者たちが、赤い鼻を付けて応援に駆けつける。裁判の結果パッチの退学処分は取り消され、さらに彼の患者に対するこれまでの活動を称えられる。その後卒業式でユーモアで皆を笑わせたパッチは、医師としての人生を歩み始めるのだった。

## キャスト
※括弧内は日本語吹替
Dr.ハンター・"パッチ"・アダムス（フルネームは、終盤で呼称される）
演 - ロビン・ウィリアムズ（原康義）
心に異変を感じ、冒頭で自らの意志で精神病院に入院する。この一年間は「今の仕事に興味が持てない」、「この家はしっくり来ない」などの理由から、職を転々としたり、住居を7回も引っ越しをしてきた。パッチを名乗り始めてからは、周りの人から「ハンター」と呼ばれるたびに「パッチです」と訂正する。「心に問題を抱える人たちを助けたい。ただ治療するだけじゃなく、患者に希望や励ましを与える医者になりたい」との思いから、精神病院の退院後から勉強をやり直す。2年後に医大に進学し、大学の寮の2人部屋の205号室で暮らしながら、親子ほど離れた年下の同級生と大学生活を送り始める。
医大付属の病院の小児患者の大部屋でたまたま目にした浣腸用の赤いバルブ（管状の上部にゴム製らしき持ち手の球体がついている）の球体部分を医療器具で切り取り、ピエロの鼻のように被せて子どもたちを笑わせる。冒頭ではメンタルに不調を抱えているが、元来陽気で社交的な性格でユーモア好き。ブラック医師からは、「頭脳明晰で、自分は世間一般のルールや慣習に従う必要はないと思ってる」と評されている。入学直後の生物学の100点満点のテストで98点を取るなど成績優秀で、その後3年生になると他の教科でもほぼ満点を取るなど学年トップの成績を収めるようになる。
カリン・フィッシャー
演 - モニカ・ポッター（麻生侑里）
入学直後にパッチからナンパされて断るが、後日ミッチの勉強会に参加したことでパッチと関わり始める。真面目で向学心が強く気が強い性格。作中の医大で数少ない女子学生の一人で、難関医大なため無事卒業できるかどうか分からないため、必死に学んでいる最中。詳細は不明だが、10代の頃に何らかの性被害を経験した模様で、以来長年男性を憎み、できるだけ関わることを避けてきた。パッチに心を開いてからは、彼が医大付属の病院でするユーモアを交えた患者との交流活動、その後診療所での患者の診察などに協力する。
トゥルーマン・シフ
演 - ダニエル・ロンドン（檀臣幸）
パッチの医大の同級生で親友。入学直後に大学構内のベンチに座っていたところ、パッチがカリンにナンパして失敗したのを偶然目撃して親しくなる。作中では、パッチとよく大学の学生食堂らしき「University Diner」で食事をしながら会話している。人間の精神構造に興味を持ったことから医大に進学し、ほどなくして小児科医を目指し始める。人はそれぞれ自由な精神（考え方）を持って生まれてくるのに、社会生活に順応するために個性がなくなって同じような考え方になることに疑問を持っている。入学直後にパッチとたまたま精肉協会のパーティー会場前に訪れ、面白いこと好きな彼に誘われて急遽会員のフリをして参加する。カリンと同じく、パッチのユーモアを交えた患者との交流や、診療所での診察に協力する。
ミッチ・ローマン
演 - フィリップ・シーモア・ホフマン（相沢正輝）
パッチが入学した医大のルームメイト。父も祖父も医師という家庭で育った模様で、子供の頃から医師になるべく勉強してきたが、同時に死に直面する患者たちを見てきた。医大に入る前にジョージタウン大学を卒業し、在学中に最優秀科学技術賞を受賞していることから、頭がいいことを鼻にかけている。パッチが勉強している様子がないのに、入学直後の生物学のテストで優秀な点数を取ったため、彼に嫉妬して「カンニングをしたのでは？」と疑う。カリンが亡くなったことでパッチへの嫉妬を辞めて改心し、後日不当な退学処分が下った彼のために医学委員会に訴えるよう助言する。
アデレイン
演 - ダニエラ・クーン
カリンの医大のルームメイト。作中の医大で数少ない女子学生の一人。入学から間もない頃に、ミッチをリーダーとするパッチ、カリン、トゥルーマンとの勉強会に参加する。その後パッチの部屋で、彼やトゥルーマンや他の親しい同級生と集まってカリンの誕生日を祝う。
ディーン・ウォルコット
演 - ボブ・ガントン（田原アルノ）
パッチが通う医大の学部長で、学校運営の責任者。冒頭でパッチが入った精神病院の主治医・ブラックとは、大学の同期で友人。普段は、医大付属の病院で医師として働く傍ら、大学で他の教授の講義の空き時間を使って時々学生たちへの伝達事項を伝えている。新入生であるパッチたちに、「人間性を捨てろ。我々は人間ではなく医者になるんだ（患者への感情移入を防ぐため、「患者の名前がどうかということより病気を見ろ」という意味。）」と医師としての心構えを教える。規律厳しい性格でプライドが高く、上司にあたるアンダーソンからは、内心「仕事はできるが、イヤなヤツ」と思われている。パッチがルールを守らず勝手に病院での活動を始めたことや、医師と患者に対する考え方が合わないことが気に食わず、敵視し始める。
ディーン・アンダーソン
演 - ハーヴ・プレスネル（稲垣隆史）
作中の医大と付属病院の最高責任者で、ウォルコットより上の立場。ある日ウォルコットから「パッチが大学の校則を無視した行為により、退学処分を下した」との報告を受け、自身の研究室でパッチと対話する。パッチの患者たちへの活動により今回だけは大目に見ることにし、退学処分とウォルコットが出した病院禁止処分を条件付きで取り消す。
ジョレッタ
演 - イルマ・P・ホール（定岡小百合）
医大付属の病院で働く黒人のベテラン看護師。医師たちが医学生の頃は自分たち看護師に謙虚なのに、医者になると態度がでかくなって自分たちを見下す者が多いため、快く思っていない。病院にやって来た医学生（3年生のフリをする）パッチに、医師たちから受ける日頃の鬱憤で嫌味を言う。しかし後日、パッチのユーモアにより患者たちが笑顔を見せるようになったことから彼の活動を認め、以降味方となる。
ジュディ
演 - フランシス・リー・マッケイン
医大付属の病院で働く白人のベテラン看護師。ジョレッタの仕事仲間。医大生のパッチからナースステーションそばの305号室の患者のことを聞かれ、「近づかない方がいい」と助言する。それでもパッチが305号室に入った後、追い出されて出てきたため、“だから言ったのに”という感じで彼を笑う。ジョレッタと同じく、パッチの活動を認めて味方となる。
ビル・デイヴィス
演 - ピーター・コヨーテ（有本欽隆）
医大付属の病院の、ナースステーションそばの305号室の患者。末期の膵臓がんを患っており、以前から世話に来る看護師などに八つ当たりで感情をぶつけている。白衣を着て励ましに来たパッチを当初突っぱねるが、後日諦めずに天使の格好で現れた彼に根負けして心を通わせる。妻と日本で言う小学3年生ぐらいの2人の男の子がいる。
Dr.イートン
演 - ジョセフ・ソマー（伊藤和晃）
大学3年生のパッチが医大付属の病院で実習をする時の担当医。患者に寄り添った医師を目指すパッチを気に入り、目をかけている。ウォルコットとは異なり、パッチに親しみを込めて「パッチ」と呼んでいる。
ブラック
精神病院に入院するパッチの主治医。数日間の2人部屋の生活を終えたパッチを面談し、順調に快方に向かっていると判断する。パッチたち5人の患者に対してグループ療法を開くが、彼が他の患者を面白おかしく冗談を言ったことに不機嫌になる。医師の職務に対して真面目だが気難しく堅物な性格で、患者の心や考えにちゃんと向き合おうとしていない。「様々な患者を救うために退院して医者になる」というパッチの退院を拒否しようとする。
エメット
演 - バリー・シャバカ・ヘンリー
精神病院で働く黒人の男性看護師。普段は、患者の世話や夜間の見回り、病院内の床掃除などを行っている。気さくな人柄で、入院してきたパッチと親しくなり、他の患者について人となりなどを教える。
ルディ
演 - マイケル・ジェッター（田村勝彦）
精神病院に入院中の中年患者。冒頭でパッチと相部屋となる。この3週間リスの幻視に悩まされており、「ベッドから降りるとリスに襲われる」と不安がり、ベッドからなかなか離れられない状態が続いている。ある夜リスの幻視を怖がってトイレに行けずに困っていたところ、パッチにユーモアで助けられる。
アーサー・メンデルソン
演 - ハロルド・グールド（堀部隆一）
精神病院に入院中の高齢患者。有名な実業家で、ビートン興行の創始者。かつて「ビジネスの天才」と呼ばれたが、現在は病気の影響でものの数を数えられないという症状を抱える。看護師からは、「頭が良すぎた影響で精神が不安定になった。ハワード・ヒューズみたいなものさ」と言われている。作中では、周りの人に自分の右手（親指を曲げて残りの指は伸ばした状態）を見せて「この指は何本だ？」と尋ねる、ということをしている。周りからは、「偏屈で頭のおかしい老いぼれ」と思われているが、実は数学が得意で、自室にいる時は難しい数式問題を解いている。ある日親切にしてくれたパッチを気に入り、「誰にも見えないものを見ろ。既成概念や見栄を捨てて世界を見直せば毎日が発見だ」と告げ、「パッチ」のあだ名を付ける。この考え方は、その後のパッチのものの見方を変えるきっかけとなる。
ラリー
診療所に通院する青年患者。最近父親を亡くしたショックで情緒不安定になり、パッチの山の診療所の評判を聞いて訪れる。父が残した大きな屋敷に住んでおり、室内には暖炉やグランドピアノがあるなど裕福な生活をしている。趣味は読書、特にニコス・カザンザキスの詩の本を読むのが好き。また、ピアノもいくらかは弾ける。ある日、パッチとカリンの山の自宅の留守番電話で「気分が落ち着かない。誰かうちに来て話し相手になってほしい」と連絡を入れ、やって来た彼女を手にかける。
ビリー
演 - ジェームズ・グリーン
トレヴァー・ビーン
演 - ブルース・ボーン
Dr.パック
演 - ハリー・グローナー

## スタッフ
- 監督: トム・シャドヤック
- 脚本: スティーヴ・オーデカーク
- 原作: ハンター・ドハーティ・アダムス、モーリーン・マイランダー『パッチ・アダムスと夢の病院 患者のための真実の医療を求めて』
- 製作: バリー・ケンプ、マイク・ファレル、マーヴィン・ミノフ、チャールズ・ニューワース
- 製作総指揮: マーシャ・ガーセス・ウィリアムズ、トム・シャドヤック
- 撮影監督: フェドン・パパマイケル
- 美術: リンダ・デシーナ
- 編集: ドン・ジンマーマン
- 共同製作: スティーヴ・オーデカーク、デヴォラ・ムース＝ハンキン
- 音楽: マーク・シャイマン
- 衣装: ジュディ・L・ラスキン